# Forêt de Sherwood
La forêt de Sherwood est une forêt célèbre entourant le village d'Edwinstowe dans le Nottinghamshire, en Angleterre, historiquement associée à la légende de Robin des Bois, mais aussi à l'épopée des Luddites à l'ère industrielle. Les 423 ha de la forêt actuelle sont les vestiges du vaste domaine de chasse royal qui s'étendait à l'intérieur des comtés voisins. Un parc ouvert au public a été ouvert en 1969 par le conseil du comté de Nottinghamshire, qui administre la forêt. En 2002, la forêt de Sherwood, riche en chênes, bouleaux et fougères, a été désignée en tant que réserve nationale naturelle par l'English Nature.

## Major Oak
La forêt de Sherwood est le lieu où se dresse le légendaire Major Oak, qui d'après le folklore local, était la principale cachette de Robin des Bois. L'ancien chêne serait âgé de 800 à 1 000 ans, et, depuis l'ère victorienne, ses branches massives sont supportées par un système de tuteurs pour éviter qu'elles ne se cassent.
En février 1998, une entreprise locale a eu la permission de prélever et de cultiver des boutures du Major Oak, afin de pouvoir les revendre et les planter dans les grandes villes du monde entier.
Le Major Oak a été mentionné dans le programme de BBC TV de 2005, Seven Natural Wonders, comme l'une des merveilles de la nature des Midlands.

## Production pétrolière
Environ 2 000 puits de pétrole ont été forés sur le sol britannique depuis les années 1850 ; 250 puits sont en service en 2015, produisant entre 20 et 25 000 barils/jour ; le premier champ pétrolifère a été exploité à partir de 1919 et le premier puits de pétrole commercial à partir de 1939 à Eakring dans l'actuel district de Newark and Sherwood. La production avant la Seconde Guerre mondiale est marginale, avec 100 tonnes en 1939, puis atteint un pic maximal de 114 000 tonnes en 1943, pic qui ne sera dépassé qu'à partir de 1964.

## Galerie

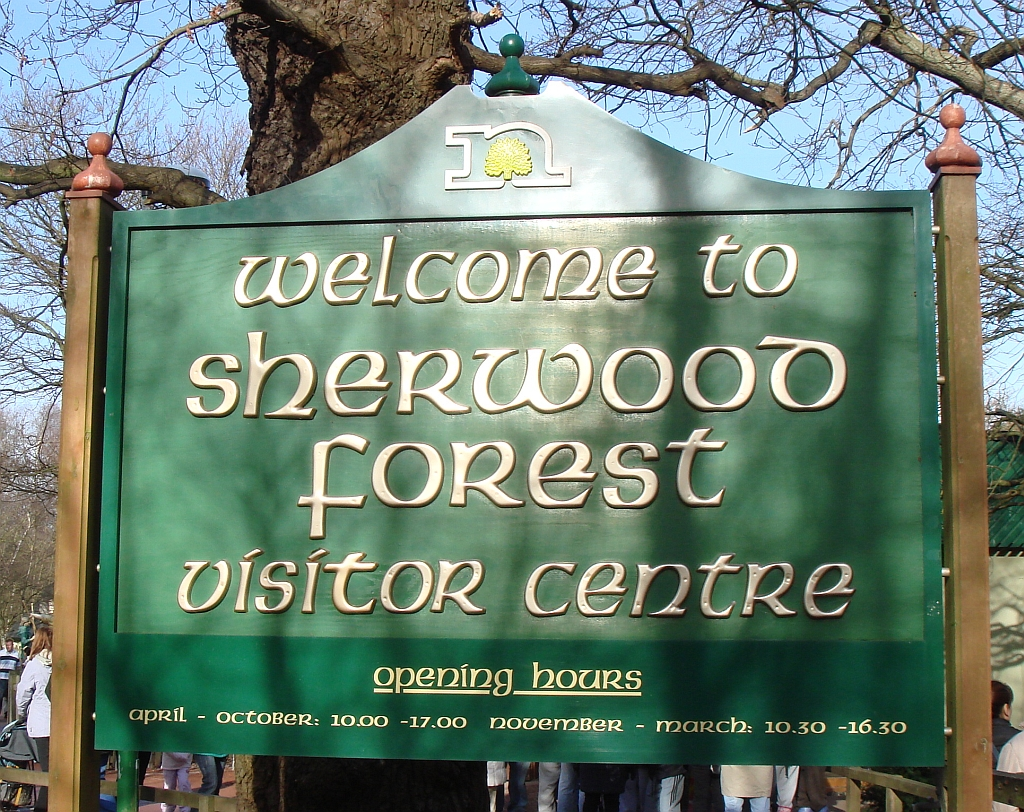
Entrée pour les visiteurs.
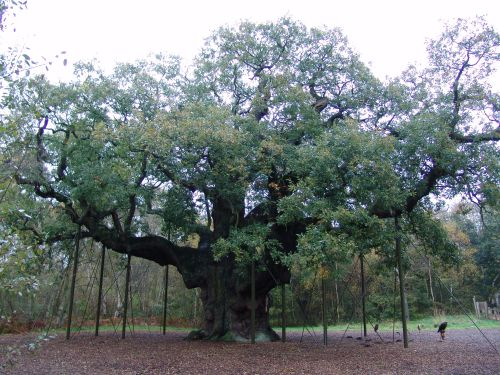
Le Major Oak.
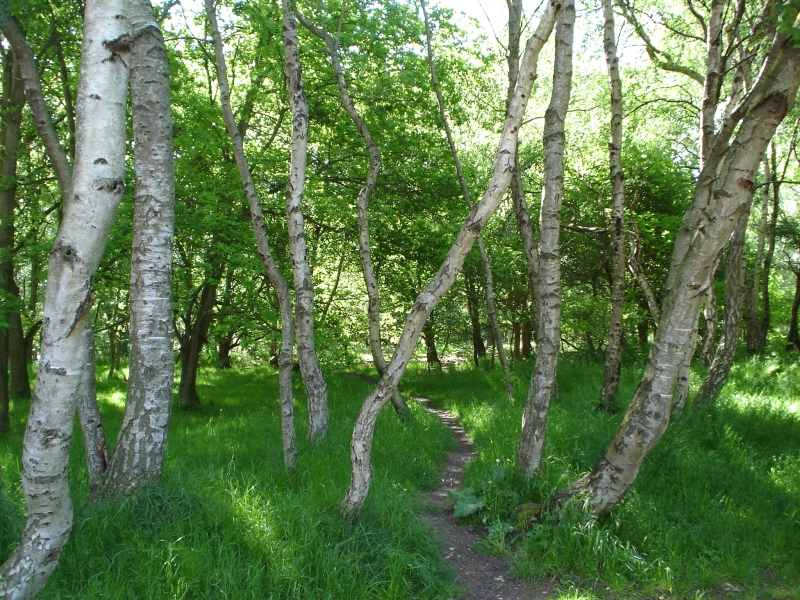
Bouleaux.
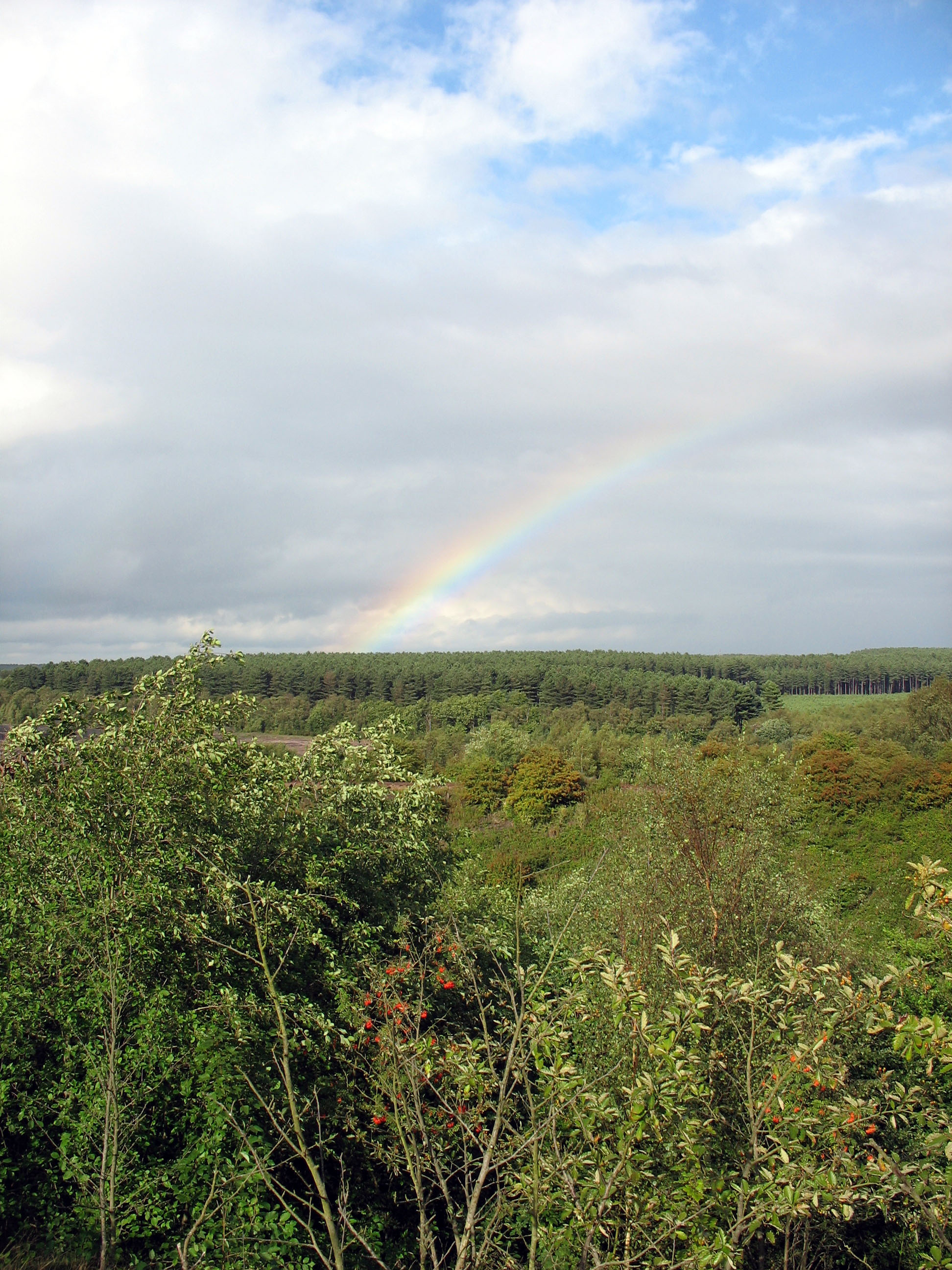
La canopée.